# خيسوس بيرموديز
خيسوس بيرموديز (بالإسبانية: Jesús Bermúdez)‏ (1902 – 1945) لاعب كرة قدم بوليفي كان يجيد اللعب في مركز حارس مرمى كما مثل منتخب بلاده في بطولة كأس العالم لكرة القدم 1930 التي أقيمت في الأوروغواي . تقلت شباكه 8 أهداف في مباراتين مناصبة بين منتخبي يوغوسلافيا والبرازيل . لعب بيرموديز في نادي أورورو رويال وتم تسمية ملعب النادي باسمه تكريما له .

## روابط خارجية
- خيسوس بيرموديز على موقع الاتحاد الدولي (مؤرشف)  (الإنجليزية)
- خيسوس بيرموديز على موقع قاعدة بيانات كرة القدم.إي يو (الإنجليزية)
- خيسوس بيرموديز على موقع ناشيونال فوتبول تيمز (الإنجليزية)
- خيسوس بيرموديز على موقع Soccerway.com (الإنجليزية)
- خيسوس بيرموديز على موقع عالم كرة القدم.نت (الإنجليزية)